# Aglaia crassinervia
Aglaia crassinervia är en tvåhjärtbladig växtart som beskrevs av Wilhelm Sulpiz Kurz och William Philip Hiern. Aglaia crassinervia ingår i släktet Aglaia och familjen Meliaceae. Inga underarter finns listade i Catalogue of Life.